# Talsperre Grandval
Die Talsperre Grandval (französisch Barrage de Grandval) ist eine Talsperre im Département Cantal in Frankreich. Die Talsperre ist das erste Wasserkraftwerk in der Kette von insgesamt sechs Kraftwerken an der Truyère. Die Gemeinde Saint-Flour liegt circa zehn Kilometer nördlich der Talsperre.
Mit den Bauarbeiten wurde im Juli 1955 begonnen. Sie wurden im Juni 1960 abgeschlossen. Das Kraftwerk ging 1959 in Betrieb. Es ist im Besitz der Électricité de France (EDF) und wird auch von EDF betrieben.

## Absperrbauwerk
Das Absperrbauwerk besteht aus einer Kombination aus Pfeilerstaumauer und Mehrfachbogenstaumauer mit einer Höhe von 76 (bzw. 79 oder 88) m. Die Länge der Mauerkrone beträgt 350 (bzw. 376) m. Das Volumen des Bauwerks beträgt 160.000 (bzw. 190.000) m³. Die Dicke der Staumauer beträgt an der Basis 4,90 m und an der Krone 3 m.

## Stausee
Bei Vollstau erstreckt sich der Stausee über eine Fläche von 11 km² und fasst 270,6 Mio. m³ Wasser – davon können 224,6 Mio. m³ zur Stromerzeugung genutzt werden. Das normale Stauziel liegt zwischen 706 und 742 m über dem Meeresspiegel.

## Kraftwerk
Das Kraftwerk Grandval verfügt über eine installierte Leistung von 68 bzw. 74 MW. Die durchschnittliche Jahreserzeugung liegt bei 125 bzw. 144 Mio. kWh. Die beiden Francis-Turbinen des Kraftwerks befinden sich in einem Maschinenhaus am Fuß der Staumauer. Sie leisten jede maximal 37 MW. Die Nenndrehzahl der Turbinen liegt bei 230,5/min. Die maximale Fallhöhe beträgt 79 m. Der Durchfluss liegt bei 53 m³/s (maximal 64,7 m³/s).
Das Kraftwerk Grandval ist der Leitstelle in Toulouse zugeordnet, einer von vier Leitstellen der EDF in Frankreich, die für die Steuerung von Wasserkraftwerken zuständig sind.